# Società matematica di Mosca
La Società matematica di Mosca è una società di matematici russa, volta a favorire lo sviluppo della matematica nel paese. Fondata da Nikolai Brashman e August Davidov, il primo incontro si tenne il 15 settembre 1864.